# Haret (crater)
Haret este un mic crater de impact lunar, care este situat în regiunea de sud, pe fața ascunsă a Lunii. Se află în mijlocul triunghiului format de craterele Bose la nord-est, Cabannes la sud-est și Abbe la vest. Regiunea acestui crater este relativ plată, deși este marcată cu un număr de cratere proaspete.

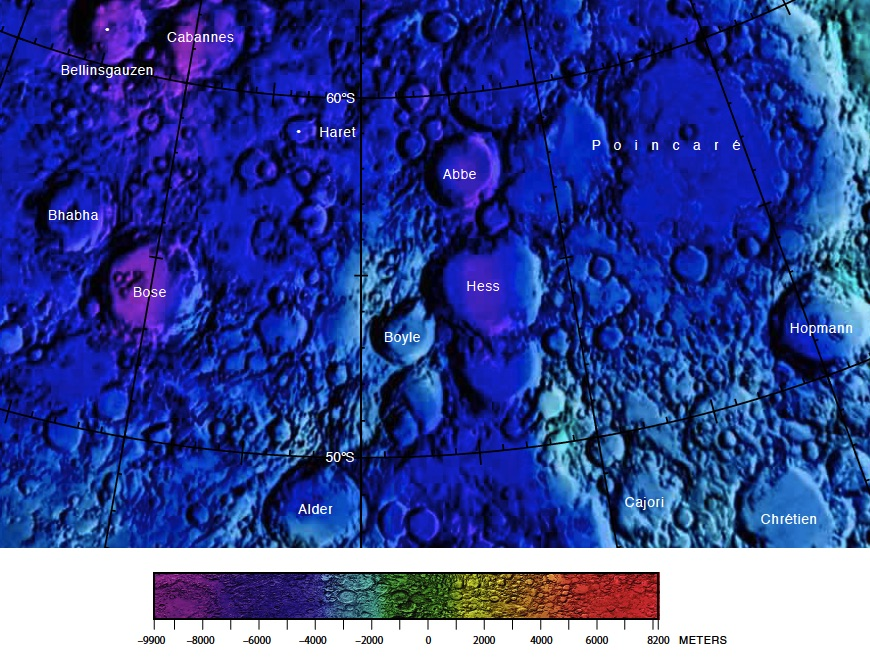
Vecinătatea craterului Haret. Fragment al hărții din regiunea Polului Sud al Lunii.

## Denumirea craterului
Craterul a primit numele în onoarea matematicianului, astronomului și pedagogului român Spiru Haret.

## Caracteristici
Forma craterului Haret este, în general, circulară, cu o bulă exterioară la marginea de sud-vest unde un crater mai mic a fuzionat cu formațiunea. Ea prezintă un alt impact chiar mai mic asupra marginii de nord-est. Planșeul interior a fost inundat în trecut de lavă bazaltică, lăsând nivelul interior și marginea exterioară aproape complet integrate în terenul înconjurător. Văzut de departe, planșeul interior nu are caracteristici distinctive, ci doar câteva urme de impacturi mici care îi marchează suprafața.

## Cratere satelite

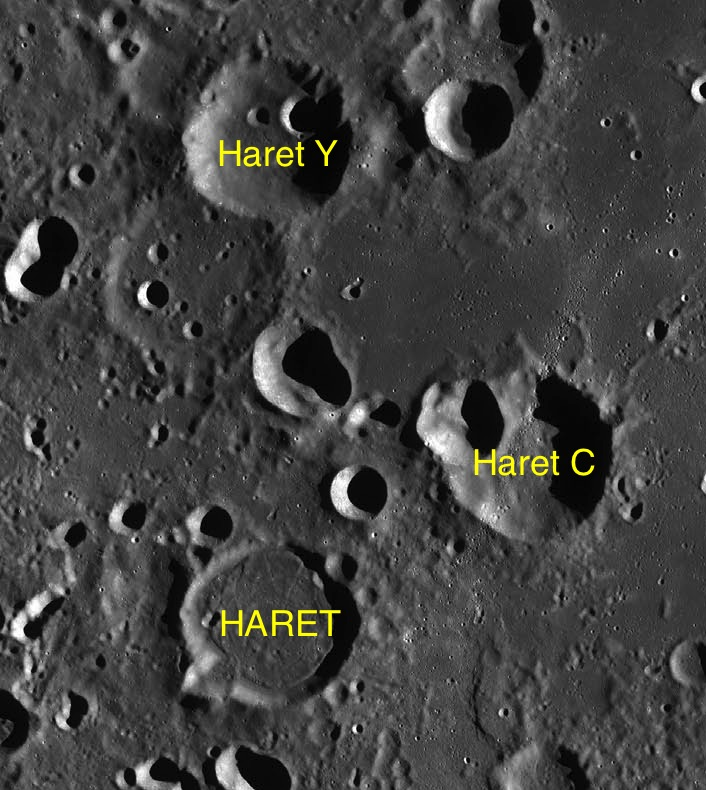
Cratere satelite

Prin convenție, craterele satelite sunt identificate pe craterele lunare, așezând litera majusculă pe partea punctului central al craterului care este cel mai apropiat, în cazul de față, de craterul Haret.
| Haret | Latitudine | Longitudine | Diametru |
| ----- | ---------- | ----------- | -------- |
| C     | 57.2° S    | 172.8° W    | 30 km    |
| Y     | 55.7° S    | 175.5° W    | 27 km    |